# Ant-Man (film)
Ant-Man is een Amerikaanse superheldenfilm uit 2015 van Peyton Reed, gebaseerd op het gelijknamige personage uit de Marvel Comics, met Paul Rudd, Evangeline Lilly en Michael Douglas in de hoofdrollen. De film, geproduceerd door Marvel Studios en gedistribueerd door Walt Disney Studios Motion Pictures. Het is de twaalfde film in het Marvel Cinematic Universe. De wereldpremière was op 29 juni 2015 in Los Angeles.

## Verhaallijn
In 1989 neemt wetenschapper Hank Pym ontslag bij S.H.I.E.L.D. nadat hij ontdekt dat de organisatie zijn Ant-Man-technologie, waarmee mensen kunnen worden gekrompen, wil namaken. Pym vindt de technologie te gevaarlijk en besluit deze de rest van zijn leven verborgen te houden. In het heden is Pym vervreemd geraakt van zijn dochter, Hope van Dyne, en leerling Darren Cross. Beide hebben Pym uit het bestuur van zijn eigen bedrijf gegooid. Bovendien is Cross hard bezig zelf een krimppak te maken; de Yellowjacket. 
Ondertussen wordt zwendelaar Scott Lang uit de gevangenis ontslagen, waarna hij intrekt bij zijn oude celgenoot Luis. Met instemming van zijn ex-vrouw Maggie mag hij wel zijn dochter Cassie blijven zien, zolang hij maar alimentatie betaalt. Door zijn criminele verleden kan Lang echter geen enkele baan lang houden, en gaat noodgedwongen akkoord om zich bij Luis’ bende aan te sluiten voor een inbraak. Het doel van Luis is het huis van Pym. Lang maakt bij de inbraak zodoende zonder het te beseffen het Ant-Man-pak buit. Wanneer hij het uitprobeert, krimpt hij zichzelf per ongeluk tot het formaat van een mier. Geschrokken wat het pak kan besluit hij het terug te brengen, maar wordt gearresteerd. 
Het blijkt echter dat Pym Lang al een tijdje in de gaten hield, en via Luis opzettelijk het pak had laten stelen bij wijze van test. Onder de indruk van Langs vaardigheden besluit Pym hem te helpen ontsnappen en te rekruteren. Hij wil dat Lang met het Ant-Man-pak uiteindelijk het Yellowjacket-pak van Cross steelt. Van Dyne helpt hem te trainen voor de taak. Zo leert Pym onder andere mieren te commanderen als hij klein is. Tevens blijkt dat Pym en zijn dochter op gespannen voet met elkaar staan omdat Pyms vrouw, Janet, is gestorven toen ze met een ander krimppak een Sovjet-raket uitschakelde. Langs eerste opdracht wordt een apparaat stelen uit het hoofdkwartier van De Vergelders. Dit lukt, ondanks tussenkomst van Sam Wilson.
Ondertussen heeft Cross zijn Yellowjacket voltooid, en hij nodigt Pym uit om de onthullingsceremonie bij te wonen. Lang infiltreert het gebouw en saboteert de computerservers, maar wordt gevangen door Cross wanneer hij het Yellowjacketpak wil stelen. Cross dreigt nu beide krimppakken aan HYDRA te verkopen. Lang kan ontsnappen en verslaat de meeste HYDRA-agenten wanneer deze het pak komen halen, maar HYDRA-leider Mitchell Carson kan ontkomen. 
Cross trekt het Yellowjacket pak aan, en een gevecht tussen hem en Lang volgt. Het eerste gevecht eindigt onbeslist omdat Lang wordt gearresteerd door Paxton, de agent die nu een relatie met Maggie. Cross gijzelt hierop Cassie om Lang tot een tweede gevecht te dwingen. In dit gevecht doodt Lang Cross door tot subatomair niveau te krimpen en Cross’ pak te saboteren zodat het oneindig blijft krimpen. Als dank voor zijn heldendaad zorgt Paxton ervoor dat Lang uit de gevangenis blijft. 
In twee bonusscènes is te zien hoe Pym een nieuw krimppak maakt voor zijn dochter, en hoe Lang zich bij Wilson en Steve Rogers aansluit nadat ze Bucky Barnes hebben weten te arresteren.

## Rolverdeling
| Acteur             | Personage                                          |
| ------------------ | -------------------------------------------------- |
| Paul Rudd          | Scott Lang / Ant-Man                               |
| Michael Douglas    | Dr. Hank Pym                                       |
| Evangeline Lilly   | Hope van Dyne                                      |
| Corey Stoll        | Darren Cross / Yellowjacket                        |
| Bobby Cannavale    | Jim Paxton                                         |
| Michael Peña       | Luis                                               |
| T.I.               | Dave                                               |
| David Dastmalchian | Kurt                                               |
| Anthony Mackie     | Sam Wilson / Falcon                                |
| Wood Harris        | Gale                                               |
| Judy Greer         | Maggie Lang                                        |
| Abby Ryder Fortson | Cassie Lang                                        |
| Martin Donovan     | Mitchell Carson                                    |
| Hayley Atwell      | Peggy Carter                                       |
| John Slattery      | Howard Stark                                       |
| Gregg Turkington   | Dale                                               |
| Joe Chrest         | Frank                                              |
| Hayley Lovitt      | Janet van Dyne / Wasp                              |
| Dax Griffin        | Jonge Hank Pym                                     |
| Garrett Morris     | Taxi chauffeur                                     |
| Anna Akana         | Schrijver                                          |
| Tom Kenny          | Afschuwelijk Konijn (stem)                         |
| Stan Lee           | Zichzelf                                           |
| Jean Louisa Kelly  | Koper                                              |
| Jeremy Ray Taylor  | Pestkop                                            |
| Chris Evans        | Steve Rogers / Captain America (post-credit scene) |
| Sebastian Stan     | Bucky Barnes / Winter Soldier (post-credit scene)  |

## Achtergrond

### Ontwikkeling
Plannen voor een film over Ant-Man bestaan reeds sinds de jaren 80, toen Stan Lee het idee voor de film voorstelde aan New World Entertainment. Omdat Disney destijds echter al werkte aan een film met een soortgelijk concept, Honey, I Shrunk the Kids, werd het plan geschrapt. 
In 2000 onderhandelde Howard Stern met Marvel voor de filmrechten op het personage Ant-Man. Artisan Entertainment zou de film produceren en distribueren. In 2003 schreven Edgar Wright en zijn partner Joe Cornish een script voor Artisan. Het script werd echter afgewezen. Een jaar later stuurde het duo hun script daarom rechtstreeks aan Marvel Studios. In april 2006 huurde Marvel Wright in als regisseur. Op de San Diego Comic-Con International van 2006 kondigde Wright aan met de film bezig te zijn. Toen was al bekend dat zowel Hank Pym als Scott Lang, die in de strips beide de identiteit van Ant-Man hebben gebruikt, in de film mee zouden spelen. In februari 2007 werd het project echter op hiatus gezet omdat Wright het script wilde herschrijven, wat hij in maart 2008 voltooide.
Het project liep echter nog vertraging op, mede omdat Wright niet zag hoe de film onderdeel kon worden van het Cinematic Universe; een standpunt dat hij in 2010 ook duidelijk maakte op de San Diego Comic Con. In 2011 pakte hij de draad toch weer op. In juni 2012  nam Wright een week lang al wat proefscènes op om in te schatten hoe de film eruit moest komen te zien. In januari 2013 kondigde Kevin Feige, president van Marvel Studios, aan dat Ant-Man onderdeel zou worden van fase 3 van het Cinematic Universe, welke in zou gaan na Avengers: Age of Ultron. Later werd echter besloten om Ant-Man de afsluiter van Fase 2 te maken. Voordat de film in productie kon gaan, moest Wright eerst nog  The World's End voltooien. De voorproductie van de film zou beginnen in oktober 2013, en de filmopnames zelf in 2014.

### Productie
Rond 14 oktober 2013 werden Joseph Gordon-Levitt en Paul Rudd benaderd voor de rol van Scott Lang. Op 25 november kreeg Rudd de rol. Op 13 januari 2014 kreeg Michael Douglas de rol van Hank Pym. Later die maand werden plannen gemaakt om te beginnen met de opnames in Pinewood Atlanta,  Fayette County. In februari 2014 kondigde Wright aan Bill Pope te hebben aangenomen als cinematograaf. Wright schreef tevens een bonusscène voor Avengers: Age of Ultron, welke als proloog voor Ant-Man kon dienen, maar deze werd uiteindelijk niet gefilmd.
Op 23 mei 2014 kondigden Marvel en Wright beide aan dat Wright het project zou verlaten vanwege een meningsverschil met Marvel. Pope verliet hierop ook het project. Op 7 juni 2014 werd Peyton Reed aangenomen als nieuwe regisseur. Productie van de film werd uitgesteld naar 18 augustus 2014. De eerste opnames vonden plaats in San Francisco onder de werktitel Bigfoot. Er werd onder andere gefilmd in de wijk Tenderloin en Buena Vista Park. Eind september 2014 verplaatsten de opnames zich naar Pinewood Atlanta Studios. Een andere opnamelocatie was het State Archives building in Atlanta, wat dienstdoet als  Pym Technologies. Op 5 december 2014 waren de opnames in principe afgerond. Voor het realiseren van de speciale effecten werd vooral veel gebruikgemaakt van Macrofotografie, zodat de kijker de wereld in hetzelfde perspectief kon zien als Ant-Man wanneer hij klein is.
Visuele effecten in de film werden gerealiseerd  door Industrial Light & Magic, Lola VFX, Double Negative, Luma Pictures en Method Studios, met previsualisatie door The Third Floor. Double Negative nam de scènes met de kleine personages voor zijn rekening. Voor de kostuums van Ant-Man en Yellowjacket werd vooral motion capture gebruikt. Voor de openingsscène, die in 1989 speelt, werden acteurs Michael Douglas en Martin Donovan via computeranimatie wat jonger gemaakt. Method en Luma werkten samen aan de vele mieren die in de film te zien zijn.

### Muziek
In februari 2014 werd Steven Price ingehuurd om de filmmuziek te componeren. Hij verliet het project echter samen met Wright. In januari 2015 werd Christophe Beck ingehuurd, die eerder al met Reed  had samengewerkt aan Bring It On.
De soundtrack bevat de volgende nummers:

Alle muziek is geschreven door Christophe Beck tenzij anders vermeld.
| 1.                   | Theme from Ant-Man                                                |                 | 2:46 |
| 2.                   | Honey, I Shrunk Myself                                            |                 | 2:29 |
| 3.                   | Escape from Jail                                                  |                 | 1:51 |
| 4.                   | Ant 247                                                           |                 | 1:13 |
| 5.                   | Paraponera Clavata                                                |                 | 1:24 |
| 6.                   | San Francisco, 1987                                               |                 | 2:37 |
| 7.                   | I'll Call Him Antony                                              |                 | 2:50 |
| 8.                   | Tiny Telepathy                                                    |                 | 2:02 |
| 9.                   | First Mission (Bevat muziek uit The Avengers, van Alan Silvestri) |                 | 3:23 |
| 10.                  | Signal Decoy                                                      |                 | 0:51 |
| 11.                  | Old Man Have Safe                                                 |                 | 2:25 |
| 12.                  | Pym's Lab                                                         |                 | 1:26 |
| 13.                  | Antfiltration                                                     |                 | 1:20 |
| 14.                  | Your Mom Died a Hero                                              |                 | 2:03 |
| 15.                  | Scott Surfs on Ants                                               |                 | 1:11 |
| 16.                  | The Water Main                                                    |                 | 1:14 |
| 17.                  | CrossTech Break-In                                                |                 | 1:47 |
| 18.                  | Into the Hornet's Nest                                            |                 | 3:00 |
| 19.                  | Become the Hero                                                   |                 | 1:52 |
| 20.                  | Insecticide                                                       |                 | 2:51 |
| 21.                  | A Center for Ants!                                                |                 | 1:15 |
| 22.                  | Cross Gets Cross                                                  |                 | 1:52 |
| 23.                  | Fight of the Bumblebee                                            |                 | 1:44 |
| 24.                  | Ants on a Train                                                   |                 | 1:43 |
| 25.                  | Small Sacrifice                                                   |                 | 3:36 |
| 26.                  | About Damn Time                                                   |                 | 0:39 |
| 27.                  | Tales to Astonish!                                                |                 | 1:47 |
| 28.                  | Borombon (Album only)                                             | Camilo Azuquita | 2:49 |
| 29.                  | Escape (Album only)                                               | Roy Ayers       | 2:14 |
| 30.                  | I'm Ready (Album only)                                            | Commodores      | 3:20 |
| 31.                  | Pink Gorilla (Album only)                                         | HLM             | 3:46 |
| Totale duur: 1:05:20 |                                                                   |                 |      |

### Uitgave en ontvangst
Ant-Man ging op 29 juni 2015 in première in het Dolby Theatre in Hollywood. Op 14 juli 2015 was de film de opening van het Fantasia International Film Festival, samen met Miss Hokusai. In de Verenigde Staten werd de film in 3800 bioscopen vertoond. 
Op 24 juli 2015 bedroeg de opbrengst van Ant-Man 88,5 miljoen dollar in Noord-Amerika, en 56,4 miljoen in andere landen.
Op Rotten Tomatoes gaf 80% van de recensenten de film een goede beoordeling. 

### Vervolg
In oktober 2015 werd bekendgemaakt dat de film Ant-Man een vervolg zou krijgen die gaat verschijnen onder de naam: Ant-Man and the Wasp. De film kreeg de première datum van 7 juli 2018. In 2023 is een derde film uitgebracht voor de Ant-Man filmserie: Ant-Man and the Wasp: Quantumania.